# روبر
روبر (به آلمانی: Rüber) یک شهر در آلمان است که در ماین-کبلنتس واقع شده‌است. روبر ۸۸۸ نفر جمعیت دارد.